# Двојник из Кнез Михаилове
„Двојник из Кнез Михаилове” је југословенски кратки ТВ филм из 1982. године. Режирао га је Никола Лоренцин а сценарио је написао Радослав Војводић.

## Улоге
| Глумац                | Улога |
| --------------------- | ----- |
| Михаило Миша Јанкетић |       |